# Bockheim (Eslohe)
Bockheim ist ein Ortsteil der Gemeinde Eslohe im nordrhein-westfälischen Hochsauerlandkreis.
Das ehemalige Gut liegt an der Bundesstraße 55 rund 8 km südlich von Eslohe im Naturpark Sauerland-Rothaargebirge. Nachbarortschaften sind Cobbenrode, Isingheim, Kückelheim, Lüdingheim und Niedermarpe. Durch Bockheim fließt der Esselbach. Rund 200 m nördlich des Gut mündet der Henninghauser Bach in den Esselbach. Frühe Anhaltspunkte über den Namen Bockheim ergeben sich aus einem Schatzungsregister (diente der Erhebung von Steuern) für das Jahr 1543. Demnach gab es in dem Ort Isingheim 6 Schatzungspflichtige; dazu gehörte unter anderem ein Johan Bockheym (auch Johann Boickmann). Mitte 2014 wohnten in dem Ortsteil 4 Einwohner.